# 7458-as mellékút (Magyarország)
A 7458-as számú mellékút egy bő 10 kilométer hosszú, négy számjegyű országos közút Vas vármegye és az Őrség legnyugatibb szélén; közvetlenül az országhatár mellett fekvő településeket köt össze és teremt számukra kapcsolatokat más, forgalmasabb utak irányába.

## Nyomvonala
Kétvölgy területén az országhatárnál indul; a határ túloldalán Kerkafő (Čepinci) település található, folytatása a szlovén oldalon a 723-as út, amely Sal (Šalovci) településig vezet. Az út a határátkelőhelytől északkelet felé indul, 1,1 kilométer után kiágazik belőle a 74 187-es út, ez vezet a község központjába. 1,6 kilométer után már Apátistvánfalva területén halad az út, a község házait kevéssel a 3. kilométere után éri el. Ott Fő út néven halad; 3,7 kilométer után beletorkollik a 7456-os út, közel 8 kilométer megtételét követően.
Innen északnak fordul és szinte egyből kilép a község házai közül. 4,1 kilométer után kiágazik belőle kelet felé a 7457-es út, majd 5,8 kilométer megtételét követően belép Szentgotthárd területére. Irányváltásai ellenére jobbára északi irányban halad ezután is, többnyire külterületek között. A 9. kilométere táján éri el Zsida városrészt, de a belterületeit nem érinti, annak főutcája önkormányzati útnak minősül. Nemsokára eléri Szentgotthárd belvárosát is, itt a neve Árpád utca. A 7454-es út 11,600-as kilométerszelvényénél lévő dupla körforgalmú csomópontjába torkollik bele.
Teljes hossza, az országos közutak térképes nyilvántartását szolgáló kira.gov.hu adatbázisa szerint 10,660 kilométer.

## Hídjai
Egyetlen hídját sem tartják számon sem az 1945 előtt épült hidak, sem az 1945 után épült, 10 méternél hosszabb hidak között.